# LMDS
De afkorting LMDS staat voor ‘Local Multipoint Distribution Service’. Het is een draadloze breedbandtechnologie ontwikkeld door de IEEE 802.16.1 Task Group en staat ook bekend als ‘WiBAS’ (Wireless Broadband Access System).

## Wat is LMDS?
Om spraak, video en data door te sturen, maakt LMDS gebruik van microgolven met een laag vermogen. De microgolven worden geproduceerd in microgolfradios die met zeer hoge snelheid grote hoeveelheden data en informatie naar elkaar doorsturen, waarbij afstanden tot 8 km gehaald kunnen worden. Er wordt één microgolfradio geïnstalleerd bij de cliënt en een andere radio bij het LMDS basisstation. Dit kan zowel in een point-to-point als in een multipoint manier. Men kan dus spreken van een ‘netwerk van microgolfradios’.
Dit wil ook zeggen dat het basisstation een speciaal type radio kan gebruiken dat een overzicht heeft over alle radio’s in de buurt (in een bepaald gebied, bijvoorbeeld in ene hoek van 90 graden). Er hoeft dus niet voor elke cliëntradio een overeenkomstige basisstationradio geïnstalleerd worden.
De radio in het basisstation wordt gebruikt om alle telefoniediensten uit te voeren, zodat de cliënt toegang heeft tot alle diensten die de lokale telefoonmaatschappij aanbiedt. Door de gebruikers dezelfde diensten aan te bieden als de publieke telefoonmaatschappijen, is LMDS een zeer goede voorziening voor de bedrijven die concurreren tegen deze publieke telefoonmaatschappijen. Hierdoor kunnen ze zelf terechtkomen in de communicatieindustrie (in bijvoorbeeld een gebied waar verschillende sites van eenzelfde bedrijf liggen), waardoor ze op hun beurt stevig kunnen concurreren met de publieke telefoonmaatschappij.
Hierdoor is een bedrijf niet meer afhankelijk van de publieke telefoonmaatschappijen en de diensten die deze leveren. Er kan een eigen, alternatieve, communicatie worden gebruikt. Hierdoor zal de concurrentie stijgen, zullen de prijzen van de publieke maatschappijen dalen en zullen de aangeboden diensten vermeerderen.

## Tussen welke frequentiebanden werkt LMDS?
De frequentiebanden waartussen LMDS werkt zijn 27GHz & 31GHz, namelijk:
- Tussen 27,50GHz & 28,35GHz
- Tussen 29,10GHz & 29,25GHz
- Op 30,00GHz
- Tussen 31,075GHz & 31,225GHz

## Hoe wordt LMDS toegepast?
Om een degelijk LMDS netwerk te maken, moeten er verschillende stappen doorlopen worden, namelijk:
- Basisstation bouwen
- Cliënt Radio’s bouwen
- Eventuele extra cliënten toevoegen

### Basisstation
Het eerste wat moet gebeuren is het bouwen van een basisstation, voordat er diensten kunnen aangeboden worden. Dit station moet niet alleen gebouwd worden, maar moet administratief, technologisch, etc. ook volledig afgewerkt zijn.

#### Locatie
De keuze van de locatie van dit basisstation is zeer belangrijk. In een bepaald gebied, is de beste plaats voor dit station, het dak van het hoogste gebouw. Het is natuurlijk ook belangrijk dat dit gebouw niet helemaal aan de zijkant van een bepaald gebied staat. Hoe centraler het gebouw gelegen is, hoe beter.
Samengevat: een basisstation kan best geplaatst worden op het hoogste gebouw dat relatief centraal staat in een bepaald gebied.
Eenmaal de infrastructuur volledig in orde is en verbonden wordt met het telefoonnetwerk, kan er begonnen worden met het aanbieden van de diensten aan de mogelijke gebruikers. Het wordt dus snel duidelijk dat verkopen en marketing een begin vormen voor het succes van een LMDS business.

### Cliënt Radio’s
Als de gebruikers (de cliënten, de klanten) gekozen zijn, kost het nog enkele weken tijd om de microgolf radio en het materiaal dat nodig is bij de klant te installeren. De microgolfradio kan, zoals bij het basisstation, het best geïnstalleerd worden op een dak dat binnen het gebied valt dat het basisstation overlapt.
Het benodigde extra materiaal wordt normaal geïnstalleerd in een chassis dat bevestigd wordt in een rack. Dit rack kan zich bevinden in een kast of een aparte kamer (vergelijkbaar met een server-room). Als de communicatie-link tussen het basisstation en de cliënt radio is opgezet, zal de cliënt radio informatie verzenden naar de toestellen die geïnstalleerd zijn bij de klant, en ten slotte de gebruiker toelaten om gebruik te maken van de draadloze diensten.

### Extra cliënten
Zoals eerder vermeld is het echter mogelijk om een multipoint verbinding toe te staan bij LMDS. Hierdoor zullen dus ook verschillende cliënten tegelijk verbinding kunnen maken met eenzelfde basisstation, wat wil zeggen dat er dus ook meerdere cliënt radio’s gebouwd moeten worden. Andere basisstations hoeven niet gebouwd te worden zolang de nieuwe gebruikers in het overlappende gebied van het basisstation blijven. Indien er een gebruiker wordt toegevoegd die niet in dit gebied valt, zal er wel een nieuw basisstation moeten geplaatst worden. Ook al dit werk kan, net als stap twee, gebeuren in enkele weken tijd.

## Andere types van LMDS
Naast bovenstaand voorbeeld, zijn er ook nog enkele andere types van LMDS diensten.

### Ring type
Zoals de naam zelf zegt, wordt er een ring opgebouwd tussen de verschillende cliënt radio’s en het basisstation. Dit kan men vergelijken met de lokale netwerk topologie. Hiervoor zijn echter tweemaal zoveel radio’s nodig, zowel voor het basisstation als voor de cliënt radio’s.
Het voordeel van dit type, is dat er diensten kunnen aangeboden worden die normaal werken op glasvezel technologie. De snelheden liggen dus nog veel hoger en er zijn meerdere diensten beschikbaar op hetzelfde medium.
Er zijn echter ook enkele nadelen aan verbonden. Het verdubbelen van de radio’s is een van de belangrijkste. Een ander nadeel is dat indien een van de verbindingen (communicatielijnen) tussen de radio’s wegvalt (mislukt) dat het verkeer over de rest van de ring ook problemen krijgt.

### Vliegtuigen
Een ander type van LMDS maakt gebruik van vliegtuigen om te handelen als een basisstation. Het vliegtuig moet dan gedurende lange tijd cirkelen over een specifiek gebied, zodat het kan werken als een basisstation. Extra vliegtuigen worden toegevoegd aan dit patroon om het ander vliegtuig af te lossen, waardoor ook dit type een dienst kan aanbieden zonder intervallen (zonder wegvallen van deze dienst). De verschillende nadelen van dit type zijn voor de hand liggend.